# Elantxobe
Elantxobe är en kommun i Spanien. Den ligger i Biscayaprovinsen i den autonoma regionen Baskien i norra delen av landet, 300 km norr om huvudstaden Madrid. Antalet invånare är 349 (2024). Arean är 1,80 kvadratkilometer.